# Gyürke
Gyürke (románul: Ghiurche) falu Romániában, Hargita megyében.

## Története
Csíkszentgyörgy része. A trianoni békeszerződés előtt Csík vármegye Csíkszentmártoni járásához tartozott.

## Népessége
2002-ben 6 lakosa volt, mindenki magyar.

## Vallások
Lakói római katolikusok.